# Olanda de Nord
Olanda de Nord (neerlandeză Noord-Holland) este o provincie în Olanda, care se găsește în partea de nord-vest a țării. Capitala sa este orașul Haarlem. Alte orașe ale provinciei includ capitala Olandei, Amsterdam, precum și orașele Hilversum, Alkmaar, Zaandam și Hoorn. 

## Geografie
Cu excepția unei mici porțiuni sudice, Olanda de Nord formează o peninsulă între Marea Nordului și golful numit IJsselmeer. Mai mult de jumătate din teritoriul provinciei este pământ ce se găsește sub nivelul mării, fiind "smuls" Mării Nordului prin lucrări hidrografice complexe, format de așa-zisele poldere. Insula Texel este parte a Olandei de Nord. 

## Istorie
Provincia Olanda de Nord a fost formată în 1840, când provincia Holland a fost împărțită în două, o parte sudică (Olanda de Sud) și o parte nordică. În 1940, insulele Vlieland și Terschelling au fost cedate provinciei Friesland. În 1950, fosta insulă Urk a fost cedată provinciei Flevoland. 

## Comune
Provincia Olanda de Nord este împărțiță în 48 de comune:
| 1. Aalsmeer 2. Alkmaar 3. Amstelveen 4. Amsterdam 5. Beemster 6. Bergen 7. Beverwijk 8. Blaricum 9. Bloemendaal 10. Castricum 11. Den Helder 12. Diemen 13. Drechterland 14. Edam-Volendam 15. Enkhuizen 16. Gooise Meren | 1. Haarlem 2. Haarlemmerliede en Spaarnwoude 3. Haarlemmermeer 4. Heemskerk 5. Heemstede 6. Heerhugowaard 7. Heiloo 8. Hilversum 9. Hollands Kroon 10. Hoorn 11. Huizen 12. Koggenland 13. Landsmeer 14. Langedijk 15. Laren 16. Medemblik | 1. Oostzaan 2. Opmeer 3. Ouder-Amstel 4. Purmerend 5. Schagen 6. Stede Broec 7. Texel 8. Uitgeest 9. Uithoorn 10. Velsen 11. Waterland 12. Weesp 13. Wijdemeren 14. Wormerland 15. Zaanstad 16. Zandvoort |

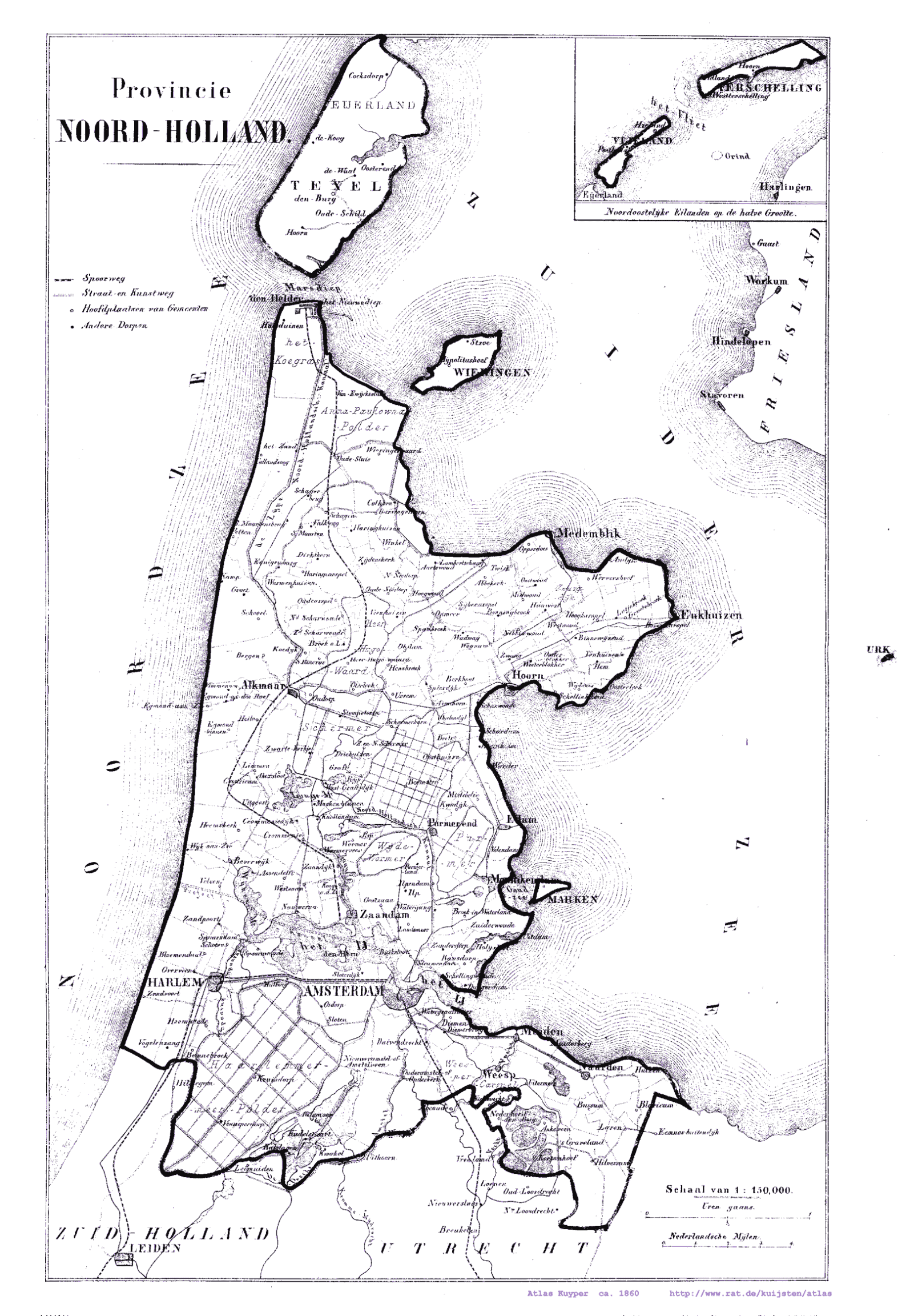
Harta provinciei dintr-un atlas din 1894
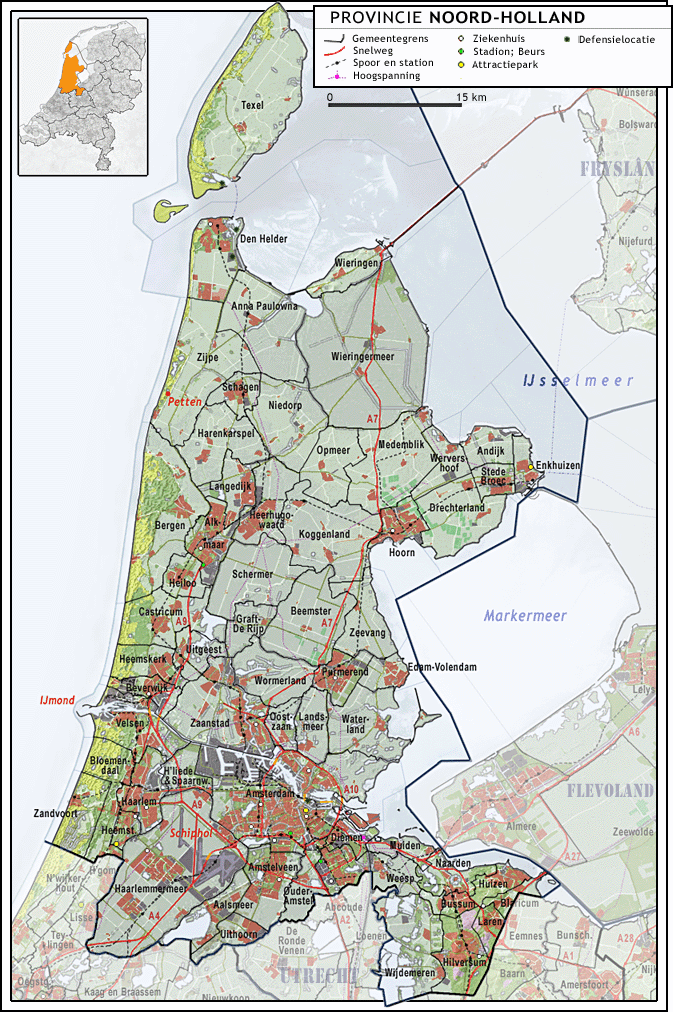
Harta provinciei în 2009